# Perla Haney-Jardine
Pour les articles homonymes, voir Haney et Jardine.
Perla Haney-Jardine est une actrice américaine, née le 17 juillet 1997 à Niterói au Brésil.

## Biographie
Perla Haney-Jardine nait à Rio de Janeiro au Brésil le 17 juillet 1997. Son père, Chusy Haney-Jardine, est un réalisateur d'origine vénézuélienne, et sa mère, Jennifer Macdonald, est productrice de film. Elle a un petit frère, Lux.
Elle réside aujourd'hui à Asheville en Caroline du Nord.
Avant de débuter dans le cinéma, elle fait quelques publicités. En 2004, elle incarne B.B., la fille de Beatrix Kiddo, dont le rôle est tenu par Uma Thurman, et Bill dans Kill Bill : Volume 2 de Quentin Tarantino.
En 2005, elle joue aux côtés de Jennifer Connelly et John C. Reilly dans Dark Water, un remake d'un film japonais.
En 2007, elle apparaît dans Spider-Man 3 de Sam Raimi, où elle incarne Penny, la fille de Flint Marko / L'Homme-sable, incarné par Thomas Haden Church. En 2008, elle est dirigée par son père dans Anywhere, USA puis incarne la fille de Diane Lane dans Intraçable. Elle joue également dans Un été italien de Michael Winterbottom, avec Colin Firth et Catherine Keener. 
En 2019, quinze ans après Kill Bill : Volume 2, elle retrouve Quentin Tarantino pour le film Once Upon a Time... in Hollywood, où elle tient le rôle d'une dealeuse hippie, aux côtés notamment de Maya Hawke, la fille aînée de Uma Thurman.

## Filmographie
- 2004 : Kill Bill : Volume 2 de Quentin Tarantino : B. B. Kiddo
- 2005 : Dark Water de Walter Salles : Natasha / Dahlia Williams (jeune)
- 2007 : Spider-Man 3 de Sam Raimi : Penny Marko
- 2008 : Anywhere, USA de Chusy Haney-Jardine : Pearl
- 2008 : Intraçable (Untraceable) de Gregory Hoblit : Annie Haskins
- 2008 : Un été italien (Genova) de Michael Winterbottom : Mary
- 2009 : Save the Future (court-métrage vidéo) de Jenny Deller : Lauduree
- 2011 : Future Weather de Jenny Deller : Lauduree
- 2016 : Steve Jobs de Danny Boyle : Lisa Brennan-Jobs, la fille de Steve Jobs
- 2019 : Once Upon a Time in Hollywood de Quentin Tarantino : une dealeuse hippie

## Nomination
- 2005 : Saturn Award de la meilleure jeune actrice Kill Bill : Volume 2[1]